# توبي ناثان
توبي ناثان (بالفرنسية: Tobie Nathan)  من مواليد 10 نوفمبر 1948 بالقاهرة، مصر، هو عالم نفس وأستاذ متقاعد في علم النفس بجامعة باريس الثامنة وكاتب فرنسي. وهو أحد ممثلي الطب النفسي الإثني الفرنسي.

## سيرة شخصية
والدا توبي ناثان من أصل يهودي واستقرا في القاهرة لأجيال عديدة، وكان جده لأمه صيدلانيًا، بينما كان والده يملك محلا للعطور. اضطرت عائلته إلى مغادرة القاهرة عام 1957 بعد الثورة المصرية. عاشوا في إيطاليا، ثم استقروا في فرنسا، أين درس توبي ناثان وحصل على الجنسية الفرنسية  في سن الحادية والعشرين.

## المسار الأكاديمي والمهني
ناقش توبي ناثان أطروحة دكتوراه في علم النفس في عام 1976، تحت إشراف جورج دفريوإكس، ثم أطروحة دولة في الآداب والعلوم الإنسانية، بعنوان مساهمات الطب النفسي العرقي في نظرية وممارسة التحليل النفسي السريري، تحت إشراف ديدييه أنزيو في جامعة غرب باريس نانتير لاديفونس  (1983). على التوالي.
أصبح مساعدًا، ثم أستاذًا مساعدًا في جامعة باريس الثالثة عشر، ومنذ عام 1986، أستاذ علم النفس السريري والمرضي في جامعة باريس الثامنة من 1996 إلى 2000 .
أدار وحدة التدريب «علم النفس والممارسات السريرية والاجتماعية» بجامعة باريس الثامنة، ومن 2000 إلى 2003، معهد التعليم عن بعد بنفس الجامعة.
ترأس وفد الوكالة الجامعية الفرانكوفونية لمنطقة البحيرات الكبرى بأفريقيا في بوجومبورا (بوروندي) (2003-2004)، ثم عمل مستشارًا للتعاون والعمل الثقافي في السفارة الفرنسية في إسرائيل (2004-2009) وفي كوناكري في غينيا (2009-2011).

## أنشطة البحث والتحرير
اهتم توبي ناثان بالتحليل النفسي، ثم بالعلاج النفسي والطب النفسي الإثني. أثناء بحثه، قام بدراسة أنظمة الرعاية التي وضعها المعالجون في إفريقيا والشرق الأوسط، مثل تلك الخاصة بـ جان بول فيزينيلدا في ريونيون. يصف الروابط بين علم النفس المرضي والممارسات السريرية والبيئة الاجتماعية. من الناحية المهنية، يعمل أيضًا كخبير في محكمة استئناف باريس. أنشأ أول استشارة عرقية نفسية في فرنسا، في عام 1979، في قسم الطب النفسي للأطفال والمراهقين في مستشفى ابن سينا، ثم أدارها سيرج ليبوفيتشي (طبيب نفسي للاطفال ومحلل نفسى وأستاذ جامعة وطبيب نفسي)، حيث تم اعتماد مبادئها بعد ذلك من خلال استشارات أخرى في فرنسا والخارج.
في عام 1993، أسس مركز جورج دفريوإكس، وهو مركز جامعي للمساعدة النفسية للعائلات المهاجرة، ضمن «علم النفس والممارسات السريرية والاجتماعية» بجامعة باريس الثامنة - وهو مركز أداره من 1993 إلى 1999. وهو أول مكان جامعي للعيادة النفسية، مستضافًا داخل قسم علم النفس بالجامعة الفرنسية.مركز جورج دفريوإكس لم يعد جزءًا من جامعة باريس 8.
في عام 1978، أسس أول مجلة فرنكوفونية للطب النفسي الإثني تحت اسم "Ethnopsychiatrica" (1978-1981)
وفي 1983 أسس مجلة جديدة تحت اسم Nouvelle Revue d'ethnopsychiatrie
(أصدر منها 36 عدد من سنة 1983 إلى غاية 1998).
وهو أيضًا كاتب ونشر سبع روايات ومقالات - بما في ذلك Ethno-roman التي فازت بجائزة Prix Femina Essai - بالإضافة إلى مسرحية.

## علم النفس الإثني
توبي ناثان هو أحد الممثلين الرئيسيين للطب النفسي الإثني، وهو تخصص أسسه عالم الأنثروبولوجيا والمحلل النفسي جورج دفريوإكس، والذي يقدم رؤية جديدة للعلاج النفسي والمريض، في عائلته وعالمه الثقافي.
لقد أدى نهجه إلى مناقشات وانتقادات من عدة أنواع. حيث ركز النقاد على أسلوبه في العلاج النفسي، والافتراضات السياسية لمقاربته.

## الجوائز
- وسام الفنون والآداب الفرنسي
- جائزة Prix Femina Essai